# Harissa (Speise)

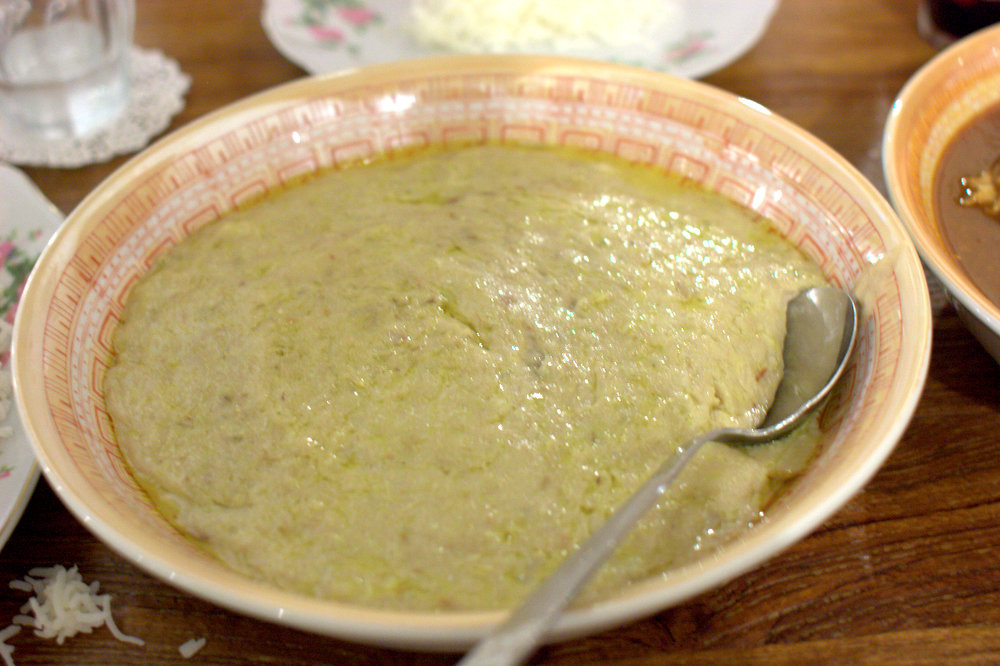
Arabische Harīsa

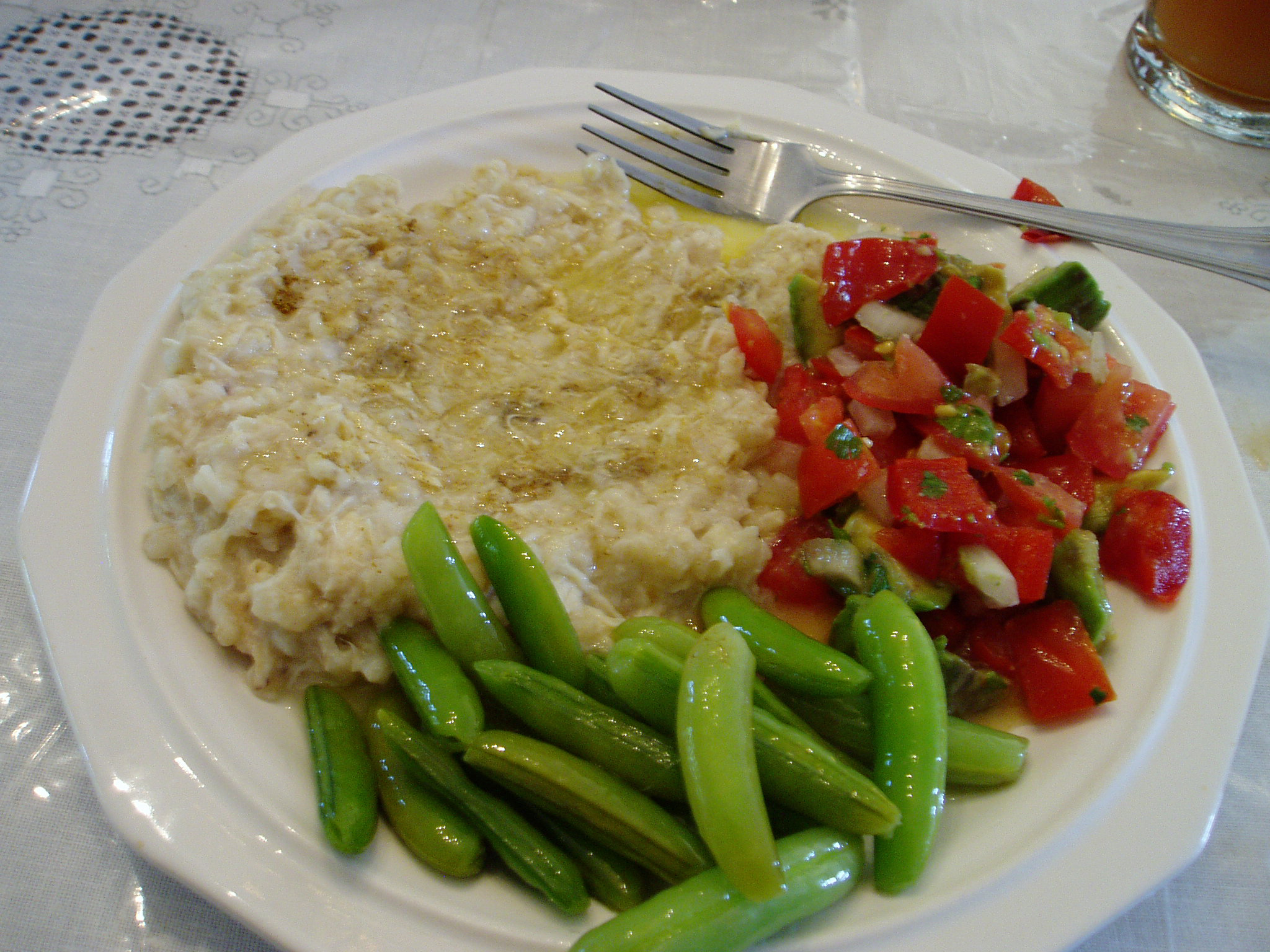
Armenische Harissa mit Gemüse

Harissa (arabisch هريسة, DMG Harīsa) ist die Bezeichnung für zwei unterschiedliche Gerichte. Zum einen wird damit ein porridgeartiger Brei der arabischen, persischen, syrischen, indischen und armenischen Küche bezeichnet. Der Name in der Ursprungsgegend (Iran, Irak) hierfür ist Halim. Zubereitet wird es aus grob gemahlenen und lange eingeweichten Weizenkörnern, die etwa 24 Stunden gekocht werden. Vermischt wird der Brei dann mit zerkleinertem Fleisch, meistens Lammfleisch, teilweise auch mit Huhn.
Jedes Land der Region kennt Rezeptvarianten. Im Iran, Irak und in Afghanistan ist es üblich, Zucker und Zimt über den Brei zu streuen, im Libanon bevorzugt man Kreuzkümmel. Meistens wird er auch mit etwas Fett versetzt.
2023 wurden „Tätigkeiten und Fertigkeiten für das Harissa-Mahl“ auf Antrag von Oman, Saudi-Arabien und den Vereinigten Arabischen Emiraten  in die UNESCO-Liste des immateriellen Kulturerbes der Menschheit aufgenommen.
Ein anderes Gericht mit diesem Namen gibt es in Tunesien, das aus grüner Paprika, Tomaten und Zwiebeln besteht, die zerkleinert, vermischt und dann gewürzt werden.

## Geschichte
Das Gericht halim soll der Überlieferung zufolge im 6. Jahrhundert in Persien eingeführt und etwa 100 Jahre später von den muslimischen Eroberern übernommen worden sein. Es wird als Leibspeise des Propheten Mohammed bezeichnet. Im Süden Irans galt der Brei lange als ideales Frühstücksgericht im Winter, das auch in Restaurants serviert wurde. In einigen arabischen Ländern wird es, den verschiedenen Dialekten entsprechend, als harisseh bzw. harissa bezeichnet. Bei syrischen und libanesischen Christen ist es eine Festspeise an Mariä Himmelfahrt. Im Libanon wird sie auch von den Kirchen an Arme ausgegeben.
In Armenien hat es zu Ostern eine lange Tradition. Früher wurde es dort ausschließlich von Männern zu größeren Festen mit zahlreichen Gästen zubereitet und besaß zeremonielle Elemente. Es bestand dann aus mehreren Zutaten wie Lammfleisch, Fett und klein geschnittenen Knorpelstückchen. Dies wurde alles zusammen mit dem Weizen gekocht.